# Llenguatge informàtic

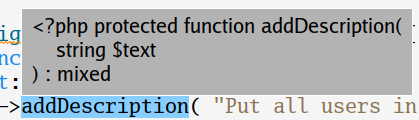
Emacs és un llenguatge formal utilitzat en la comunicació amb un ordinador

Un llenguatge informàtic és un sistema de comunicació estandarditzat que s'utilitza per a comunicar-se amb un ordinador o per a comunicar ordinadors entre si. En aquest darrer cas es coneixen també com a protocols de comunicació.
Com la informàtica, definida com a processament d'informació, existeixen llenguatges que estan més orientats als processament o a la informació. Dels primers, en destacaríem els llenguatges de programació i dels segons, en destacaríem els llenguatges de representació d'informació (o de presentació d'informació), com el HTML o el XML.

## Classificació dels principals llenguatges informàtics
- Llenguatges de programació[1]
- Llenguatges de descodificació
  - Codi binari
  - Codi hexadecimal
  - Codi simbòlic
- Llenguatges de representació d'informació
  - Llenguatges de marcatge
    - HTML
    - XML
- Llenguatges de consulta
  - SQL
  - XQuery